# Battaglia di Marihueñu
La battaglia di Marihueñu fu uno dei primi conflitti decisivi della guerra di Arauco. Fu combattuto tra i Mapuche guidati da Lautaro e gli spagnoli di Francisco de Villagra.

## Storia
Dopo la sconfitta subita nella battaglia di Tucapel, gli spagnoli riorganizzarono di fretta le proprie forze, rinforzando il forte La Imperial e abbandonando Confines ed Arauco al fine di potenziare la difesa di Concepción. La tradizione Araucaniana prevedeva una lunga celebrazione della vittoria ottenuta, il che impedì a Lautaro di approfittare della momentanea debolezza degli spagnoli come avrebbe desiderato. Fu solo nel febbraio del 1554 che riuscì a radunare un esercito di 8000 uomini, giusto in tempo per affrontare una spedizione punitiva guidata da Francisco de Villagra nella battaglia di Marihueñu.
Lautaro scelse la collina di Marihueñu per combattere gli spagnoli, e divise i suoi uomini in quattro divisioni: due avevano il compito di contenere e sfinire il nemico, una sarebbe servita da riserva come forze fresche per un successivo attacco, mentre l'ultima avrebbe permesso di semplificare un'eventuale ritirata. Inoltre un piccolo gruppo fu inviato a distruggere il ponte di canne che gli spagnoli avevano costruito sopra al Bío Bío, il che avrebbe impedito a Villagra qualsiasi ritirata.
L'attacco spagnolo ruppe le prime linee Mapuche, ma la veloce azione del terzo gruppo permise agli indiani di mantenere le postazioni. Poi le ali della divisione attaccarono gli spagnoli ai fianchi, mentre il quarto gruppo attaccava da dietro. Dopo ore di battaglia, e la perdita della loro artiglieria, solo un piccolo gruppo di spagnoli riuscì a ritirarsi dopo una disperata lotta per rompere il blocco dei Mapuche, che volevano impedirgli la ritirata.